# Thorsten Nickel
Thorsten Nickel (* 1. Februar 1966 in Gifhorn) ist ein deutscher Schauspieler und Kampfsportler. Nickel ging nach der Schule zur Luftwaffe der Bundeswehr. Anschließend besuchte er in London eine Schauspielschule und studierte gleichzeitig Homöopathie. Nach dem Abschluss zog es Nickel, ebenfalls ein begabter Kampfsportler (2. Dan in Karate, Boxen, Thai-Boxen) nach Hongkong, um dort eine Schauspielkarriere zu beginnen. Einem breiteren Publikum wurde er als Cougar im Film Thunderbolt mit Jackie Chan bekannt.

## Filmografie
- 1995: Thunderbolt (Pik lik feng, Pi li huo, Jackie Chan – Showdown mit 1000 PS)
- 1995: My Father is a Hero (Gei ba ba de xin, The Enforcer)
- 1999: Lethal Combat (Techno Warriors 2)
- 2000: Crisis
- 2017: WaPo Bodensee: Blutsbrüder